# Língua nauquá
Nauquá (brasílico nahukwa) é uma língua caribana falada pelos nauquás do Parque Indígena do Xingu, no estado brasileiro de Mato Grosso.